# Stenochelifer indicus
Stenochelifer indicus är en spindeldjursart som beskrevs av Beier 1967. Stenochelifer indicus ingår i släktet Stenochelifer och familjen tvåögonklokrypare. Inga underarter finns listade i Catalogue of Life.